# Pachysylvia
Pachysylvia – rodzaj ptaków z podrodziny wireonków (Vireoninae) w obrębie rodziny wireonkowatych (Vireonidae).

## Występowanie
Rodzaj obejmuje gatunki występujące w Meksyku, Ameryce Centralnej i Południowej.

## Morfologia
Długość ciała 9,4–13 cm; masa ciała 6,6–17 g.

## Systematyka

### Etymologia
Pachysylvia (Pachysilvia): gr. παχυς pakhus „duży, tęgi”; rodzaj Sylvia Scopoli, 1769 (kapturka).

### Podział systematyczny
Taksony wyodrębnione z Hylophilus i Vireo. Do rodzaju należą następujące gatunki:
- Pachysylvia hypochrysea (P.L. Sclater, 1863) – leśniak złoty
- Pachysylvia decurtata (Bonaparte, 1838) – leśniak białobrzuchy
- Pachysylvia semibrunnea (Lafresnaye, 1845) – leśniak amazoński
- Pachysylvia aurantiifrons (Lawrence, 1861) – leśniak złotoczelny
- Pachysylvia hypoxantha (von Pelzeln, 1868) – leśniak płowy
- Pachysylvia muscicapina (P.L. Sclater & Salvin, 1873) – leśniak płowolicy